# 中国人民政治协商会议第三届全国委员会委员名单

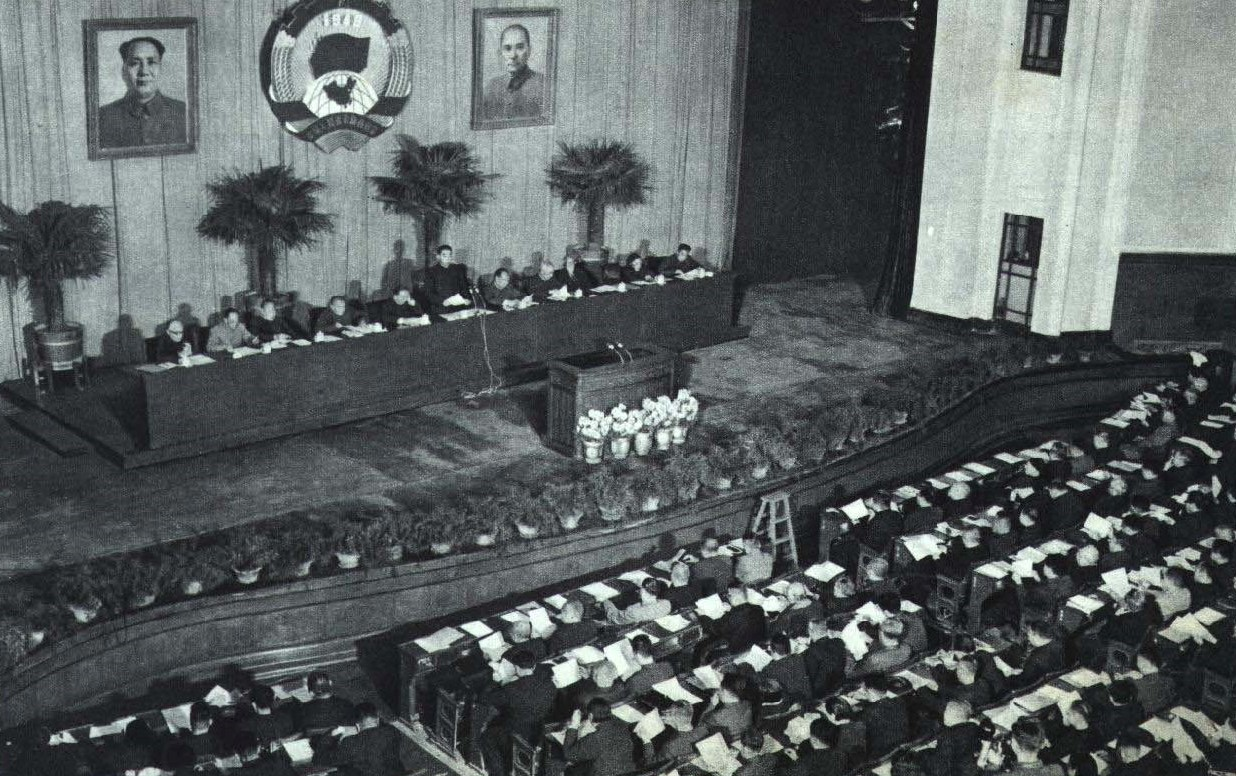
1964年第三届全国政协第四次会议

中国人民政治协商会议第三届全国委员会共有委员1063人，任期为1959年4月至1965年1月。

## 主席、副主席、秘书长
- 主席：周恩来
- 名誉主席：毛泽东
- 副主席：彭真、李济深、郭沫若、沈钧儒、黄炎培、李维汉、李四光、陈叔通、陈嘉庚、包尔汉、陈毅、康生、帕巴拉·格列朗杰、阿沛·阿旺晋美
- 秘书长：徐冰、何香凝（1960年4月11日第二次会议增选）

## 常务委员
王从吾、王世英、王宗槐、王芸生、王绍鏊、王稼祥、邓初民、邓宝珊、孔原、平杰三、龙云、卢汉、卢郁文、史良、安子文、刘文辉、刘西元、刘晓、刘清扬、刘斐、刘锡五、刘澜波、吉雅泰、达浦生、达赖喇嘛·丹增嘉措、孙志远、孙晓村、孙起孟、朱学范、朱蕴山、伍修权、沈雁冰、汪胡桢、车向忱、李六如、李立三、李运昌、李克农、李国伟、李烛尘、李书城、李葆华、李楚离、李颉伯、李德全、陈少敏、陈正人、陈此生、陈先瑞、陈伯达、陈其尤、陈明仁、陈豹隐、陈寅恪、陈望道、贝时璋、吴有训、吴晗、吴溉之、吴德峰、吴鸿宾、吕正操、何长工、何香凝、郑位三、拉敏·益喜楚臣、林巧稚、林虎、张子意、张友渔、张执一、张邦英、张劲夫、张际春、张治中、张奚若、张经武、屈武、邵力子、季方、周士第、周建人、周保中、周培源、周扬、周苍柏、施复亮、赵九章、荣毅仁、范文澜、侯德榜、姚依林、高文华、高崇民、唐天际、唐生智、班禅额尔德尼·却吉坚赞、马叙伦、徐子荣、徐立清、梁思成、章士钊、章伯钧、章蕴、许广平、许崇清、许德珩、郭化若、郭棣活、梅兰芳、陶孟和、陶峙岳、汤用彤、曾泽生、喜饶嘉错、闵刚侯、贺炳炎、黄琪翔、舒舍予、盛丕华、程潜、傅作义、傅连暲、贾拓夫、靳树梁、楚图南、杨士达、杨东莼、杨奇清、杨尚昆、杨献珍、董其武、詹东·计晋美、蒲辅周、蔡廷锴、赖际发、钱俊瑞、钱崇澍、卫立煌、韩光、钟惠澜、萨空了、龚饮冰

## 委员

### 中国共产党（60名）
于江震、王从吾、王维纲、王稼祥、孔原、孔祥祯、平杰三、安子文、刘晓、刘景范、刘锡五、刘澜波、孙志远、伍修权、李六如、李井泉、李立三、李克农、李步新、李卓然、李葆华、李楚离、李维汉、陈奇涵、陈毅、吴岱峰、吴溉之、吕正操、何长工、郑位三、张子意、张执一、张邦英、张际春、张经武、张曙时、周士第、周恩来、邹大鹏、姚依林、高文华、唐天际、马文瑞、徐子荣、徐立清、徐冰、许涤新、郭化若、康生、陶铸、曾山、彭真、贺炳炎、贾拓夫、杨奇清、杨尚昆、滕代远、赖际发、薛子正、龚饮冰

### 中国国民党革命委员会（40名）
丁超五、王昆仑、王葆真、邓宝珊、甘祠森、卢汉、卢郁文、刘文辉、刘仲容、刘孟纯、刘通、朱蕴山、任芝铭、任崇高、李平衡、李济深、李俊龙、李蒸、陈此生、陈劭先、陈建晨、陈铭枢、吕集义、余心清、张治中、邵力子、侯镜如、唐生智、袁金章、翁文灏、梅龚彬、宁武、贺贵严、黄方刚、程潜、楚溪春、杨亦周、蔡廷锴、阎熔冰、卫立煌

### 中国民主同盟（40名）
寸树声、千家驹、双清、邓初民、史良、关梦觉、沈钧儒、沙彦楷、辛志超、杜光预、杜孟模、李文宜、李相符、陈中凡、陈望道、吴富恒、吕季方、谷霁光、林仲易、林植夫、罗隆基、周新民、胡愈之、高一涵、高崇民、唐哲、章伯钧、萧华清、冯友兰、冯素陶、闵刚侯、费孝通、黄执中、杨一波、杨子廉、杨明轩、闻家驷、潘光旦、谢高峰、萨空了

### 中国民主建国会（40名）
刁沼芬、王艮仲、毛铁桥、古耕虞、叶宝珊、刘念智、孙友樵、孙起孟、孙晓村、孙耀华、华煜卿、李烛尘、陈子彬、陈希仲、陈维稷、陈调甫、陈邃衡、吴大琨、吴晋航、吴觉农、吴羹梅、张蔚岑、金学成、周士观、周焕章、施复亮、荣毅仁、胡厥文、侯启兴、浦洁修、徐永祚、章乃器、章元善、郭守昌、汤绍远、黄炎培、黄凉尘、资耀华、潘式言、薛品轩

### 无党派民主人士（20名）
丁西林、向达、任鸿隽、沈尹默、沈浮、汪胡桢、贝时璋、吴有训、吕叔湘、郑昕、张子高、张奚若、唐钺、马一浮、马寅初、翁独健、黄鸣龙、熊庆来、谢无量、饶毓泰

### 中国民主促进会（20名）
王绍鏊、李平心、李霁野、陈礼节、吴研因、张纪元、金通尹、周建人、柯灵、马叙伦、徐伯昕、徐楚波、梁纯夫、戚景龙、冯少山、喻传鉴、杨东莼、葛志成、潘承孝、顾颉刚

### 中国农工民主党（20名）
丁贡南、王人旋、邓作楷、丘辰、庄明远、李伯球、陈伊林、吴彦求、罗任一、季方、周太玄、范权、秦伯未、徐彬如、郭则沉、黄琪翔、杨清源、杨惠安、董爽秋、练惕生

### 中国致公党（8名）
刘成鹏、伍觉天、严希纯、陆榕树、陈其尤、张友仁、黄鼎臣、雷沛鸿

### 九三学社（20名）
干铎、方亮、王之相、卢于道、刘恢先、孙承佩、乔启明、劳君展、陈立、陈恩凤、金克木、周培源、茅以升、袁翰青、许德珩、游国恩、黄友谋、税西恒、裴文中、薛愚

### 台湾民主自治同盟（8名）
王天强、田富达、丘琳、苏子蘅、陈文、陈文彬、徐萌山、杨春松

### 中国共产主义青年团（10名）
王宗槐、王照华、田心、白纪年、朱语今、汪行远、陈琏、罗毅、胡耀邦、高天辉

### 中华全国总工会（38名）
王亦清、王国骥、安力夫、刘子久、刘达潮、孙维忠、朱学范、宋川、李永、李时良、李淑英、李景韩、李颉伯、陈少敏、陈宇、陈兆毅、何英才、狄子才、郑晶华、张金保、张树荣、张修竹、张祺、邵子言、易礼容、祝志澄、马佩勋、马纯古、马辉之、栗再温、梁永福、郭绍江、莫家瑞、戚元德、冯诗云、黄民伟、黄德茂、顾大椿

### 农民（16名）
王玉坤、王录、王观澜、龙冬花、李登瀛、陈正人、吴德简、张庆孚、张维城、罗文瑞、周桂林、高凤志、曾广福、廖鲁言、蔡子伟、鲁桂兰

### 中华全国妇女联合会（32名）
丁果仙、丁是娥、于滋潭、于蓝、王国秀、王承书、王雪莹、云秀桐、邓裕志、尹羲、刘王立明、关瑞梧、沈方成、沈粹缜、严仁英、严凤英、陆秀、吴綪、拉希达、张秀岩、阿沛·才丹卓噶、邹仪新、秦怡、草明、章蕴、许广平、郭明秋、曹孟君、曹冠群、汤蒂因、曾宪植、曾昭燏

### 中华全国青年联合会（10名）
叶至善、刘西元、刘良模、孙孚凌、李林、张超、施如璋、胡启立、侯仁之、钱李仁

### 合作社（11名）
于树德、邓洁、江仲华、安翰华、刘昆水、张越霞、赵品三、梁耀、程子华、董昆一、阎顾行

### 中华全国工商业联合会（40名）
丁佐成、王少岩、王德舆、刘次玄、刘靖基、巩天民、孙鼎、朱继圣、宋子纯、李国伟、李勉之、陈朵如、陈叔通、陈祖沛、陈经畬、吴雪之、邦达养璧、张香圃、张敬礼、金润庠、周叔弢、周苍柏、胡子昂、苗海南、席文光、唐君远、凌其峻、梁尚立、郭秀珍、郭琳爽、郭棣活、汤元炳、黄玠然、盛丕华、焦寰五、温少鹤、杨子霖、董仁明、经叔平、廖霭庭

### 中国文学艺术界联合会（52名）
方晓天、王个簃、王朝闻、丰子恺、石少华、叶浅予、关玉和、孙维世、沈佩华、沈雁冰、苏育民、杜鹏程、李再雯、陆地、陈其通、陈荒煤、陈鲤庭、吴天保、吴晓邦、何其芳、郑君里、郑奕奏、张士勤、张景祜、张瑞芳、张骏祥、金国富、周扬、周惠侬、赵得贤、俞振飞、侯宝林、唐弢、马可、马师曾、康巴尔汉、梅兰芳、纳·赛音朝克图、彭俐侬、黄虹、喻宜萱、舒舍予、焦菊隐、傅抱石、杨荫浏、蓝马、熊佛西、蒋兆和、卫仲乐、韩世昌、韩俊卿

### 中国科学技术协会（60名）
王大珩、王之玺、王仲富、王淦昌、邓叔群、尹赞勋、卢鋈、叶渚沛、刘杰、刘述文、刘恩兰、庆承道、孙云铸、孙保基、孙越崎、朱元鼎、朱树屏、宋叔和、杜巍、李四光、李连捷、李赋都、陆学善、陈世骧、陈康白、陈嵘、吴世鹤、吴学周、吴学蔺、余名钰、何之泰、何作霖、张劲夫、张钰哲、张德庆、罗宗洛、周立、赵九章、赵庆杰、赵宗燠、胡师童、范长江、涂治、马大猷、徐振骐、陶述曾、费启能、黄育贤、黄秉维、黄振勋、单宗肃、雷天壮、靳树梁、杨伟、蔡方荫、钱崇澍、谢家荣、谢家泽、韩光、简根贤

### 社会科学团体（20名）
丁声树、王学文、李剑农、陈伯达、陈岱孙、吴半农、吴德峰、吕振羽、张友渔、张颐、金岳霖、季羡林、范文澜、夏石农、郭大力、陶孟和、冯定、傅懋绩、杨献珍、韩寿萱

### 教育界（42名）
丁振麟、王越、王琎、王遵明、江泽涵、刘子载、刘皑风、刘锡瑛、孙淑芝、曲仲湘、朱光潜、朱物华、辛树帜、车向忱、李方训、李沛文、李舜琴、李麟玉、陈汉标、陈序经、陈鹤琴、利翠英、何炳麟、郑建宣、郑晓沧、张铨、周庆祥、姜立夫、赵洪璋、胡庶华、柳野青、俞大绂、桑热嘉错、梁思成、许崇清、汤用彤、贺绿汀、黄叔培、谈家桢、钱令希、聂真、顾宜孙

### 新闻出版界（11名）
王子野、王芸生、孙文石、严独鹤、吴景崧、张明养、徐迈进、曹谷冰、黄洛峰、傅彬然、穆欣

### 医药卫生界（40名）
方先之、王兆俊、尤家骏、兰锡纯、石筱山、叶橘泉、冉雪峰、应元岳、苏井观、杜自明、陈桂云、陈景云、余㵑、林巧稚、林范洪、张孝骞、张毅、孟继懋、易见龙、施今墨、赵锡武、胡献尚、胡懋廉、侯宗濂、姚克方、高凤桐、梁毅文、章次公、曹依秀、汤腾汉、黄天启、黄克纲、黄省三、傅连暲、蒲辅周、蔡堡、鲍鉴清、谢少文、钟惠澜、戴正华

### 对外和平友好团体（22名）
刀有良、刘泽荣、沈兹九、吴晗、郑森禹、张致祥、张醁村、屈武、周竹安、周炳琳、赵毅敏、胡克实、侯德榜、涂允檀、郭沫若、程希孟、楚图南、杨朔、黎照寰、冀朝鼎、钱俊瑞、邝健廉

### 社会救济福利团体（12名）
丑子冈、刘清扬、伍云甫、邢赞亭、李德全、陈其瑗、陈维博、胡兰生、浦化人、康克清、黄乃、熊瑾玎

### 少数民族（36名）
刀承宗、刀栋庭、王乐阶、甘春雷、包尔汉、吉雅泰、达赖喇嘛·丹增嘉措、李呈祥、陆镇藩、吴宗烈、吴鸿宾、拉敏·益喜楚臣、张超伦、阿不都热河满·托合诺夫、阿木提、阿沛·阿旺晋美、阿旺嘉错、阿侯尼日哈格、罗大英、周保中、胡玉堂、胡赛音·木拉托夫、高耀星、班禅额尔德尼·却吉坚赞、索观瀛、马兴泰、崔采、纳旺金巴、博彦满都、黄松坚、黄穆如、载涛、詹东·计晋美、察雅洛登协绕、裴阿欠、穆芝房

### 华侨（17名）
方方、王一知、王汉杰、王炎之、王纪元、卢心远、伍治之、苏振寿、李有箴、陈书乐、陈嘉庚、何香凝、张有权、张楚琨、赵昱、许志猛、杨新容

### 宗教界（18名）
丁光训、王文成、巨赞、皮漱石、达浦生、陈撄宁、吴耀宗、吕澂、松溜·阿戛木尼亚、张士琅、帕巴拉·卓列朗杰、赵朴初、涂羽卿、喜饶嘉错、戛拉僧·丹比扎拉森、杨士达、董文隆、阎迦勒

### 特别邀请人士（308名）
丁武选、于洪深、方与严、方少逸、方光焘、方鼎英、王之、王云霖、王只谷、王世英、王达甫、王冷斋、王克俊、王伯祥、王树常、王复初、王家桢、王致中、王笑一、王启贤、王弼、王宽诚、邓士章、邓哲熙、仇鳌、甘思和、石志本、龙云、卢庆骏、卢宗澄、申伯纯、叶长庚、叶恭绰、叶景莘、田奇瓗、田厚义、白志文、白薇、江炳灵、江恒源、安春山、安若定、刘子奇、刘少白、刘先胜、刘多荃、刘向三、刘定五、刘定安、刘学文、刘昌义、刘型、刘显宜、刘俊峰、刘斐、刘道衡、刘敬宜、刘瑶章、刘赜、刘芦隐、米暂沉、孙文淑、孙兰峰、孙本旺、孙仲逸、光升、朱大纯、朱石麟、朱启钤、朱遂、朱涤新、朱鼎卿、朱洁夫、乔明礼、伍培英、伍献文、华国英、沈从文、沈志远、沈体兰、沈济川、沈肇年、宋云彬、宋任远、宋应、宋筠、辛葭舟、苏延宾、劳敬修、杜春晏、李力果、李子诵、李木庵、李世杰、李乐平、李学海、李运昌、李春田、李保森、李祖荫、李振、李根源、李书城、李培基、李觉、李隆、李嘉仲、李耀、陆殿栋、陈云章、陈公培、陈半丁、陈丕扬、陈正湘、陈北辰、陈达、陈先瑞、陈克非、陈明仁、陈豹隐、陈寅恪、陈铁、陈铭德、陈瑾昆、吴文藻、吴化文、吴自立、吴家象、吴景超、吴诚忠、余纪一、谷牧、何思源、何维忠、何贤、何辉、何鲁、何德全、郑洞国、郑辟疆、武和轩、武惕予、林之翰、林葆骆、林虎、松谋、张广才、张之江、张仁初、张汉武、张有谷、张学铭、张松龄、张述祖、张家树、张振汉、张瑞麟、张震球、张慕尧、张德含、张濯清、孟庆山、邵循正、罗仁全、罗英、罗明、罗培元、罗湘涛、金芝轩、金城、周子祯、周文龙、周玉成、周亚卫、周仲英、周祥初、周凤九、周瘦鹃、周嘉彬、周鸣㶉、周骏鸣、邹秉文、洪沛、赵世兰、赵君迈、赵承金、赵启枃、赵熔、胡金魁、柯璜、范治农、茅祖騄、侯政、侯策名、浦熙修、高卓雄、唐生明、唐星、唐登岷、秦德君、晋巩、马保三、马锡五、袁牧之、袁敦礼、茹欲立、倪志亮、倪征𣋉、徐介藩、徐长勋、徐洽时、凌其翰、梁从学、梁守槃、梁漱溟、章士钊、郭子化、郭宝珊、郭宗汾、康心之、康同璧、曹焕文、梅汝璈、陶亨咸、陶峙岳、陶晋初、萧新槐、崔载之、汤传箎、童炎生、曾昭抡、曾苏元、曾泽生、彭文和、彭杰如、彭明治、彭镜秋、惠世如、覃异之、费彝民、黄子卿、黄文熙、黄启汉、黄绍竑、黄觉庵、黄翔、黄药眠、黄新彦、黄雍、喻楚杰、喻缦云、盛彤笙、程坦、程悦长、焦实斋、焦鸣銮、傅作义、傅柏翠、傅道伸、傅鹰、贾亦斌、杨公庶、杨松青、杨尚儒、杨拯民、杨建新、杨梅生、杨崇瑞、杨第甫、董守义、董竹君、董其武、董渭川、端木杰、廖安邦、廖沫沙、廖运泽、裴丽生、蒙定军、熊十力、熊大仕、熊秉坤、潘寿才、潘伯鹰、潘峰、蔡金涛、鲁崇义、赖毅、阎又文、阎宝航、冀春光、钱钧、钱端升、穆成宽、韩伟、韩祖德、韩诵裳、薛笃弼、钟成亮、钟赤兵、聂洪钧、戴文彬、戴济民、戴戟、魏自愚、顾卓新、顾懋勋、饶国模